# Elodina dispar
Elodina dispar is een vlindersoort uit de familie van de Pieridae (witjes), onderfamilie Pierinae.
Elodina dispar werd in 1887 beschreven door Röber.